# Ungsvensk
Ungsvensk är en politisk beteckning, använd av och inom olika organisationer med nationell och konservativ syftning. 
År 1909 startades den efter några år upplösta riksorganisationen Ungsvenska förbundet, 1915 sammanslogs vissa avdelningar av detta med andra likasinnade föreningar till Sveriges nationella ungdomsförbund, inom vilket många avdelningar i västra Sverige kallades ungsvenska förbund. När Allmänna valmansförbundet i samband med brytningen med Sveriges nationella ungdomsförbund startade en egen, till partiet ansluten ungdomsorganisation, fick denna namnet Ungsvenskarna, Högerns ungdomsrörelse men 1946 erhöll den istället namnet Högerns ungdomsförbund, Ungsvenskarna och 1969 försvann beteckningen helt när den blev Moderata ungdomsförbundet. Efter att Sverigedemokraterna  2015 brutit med sin tidigare ungdomsorganisation Sverigedemokratisk ungdom fick den nya namnet Ungsvenskarna SDU.